# Ankylopteryx lambillioni
Ankylopteryx lambillioni är en insektsart som beskrevs av Navás 1929. Ankylopteryx lambillioni ingår i släktet Ankylopteryx och familjen guldögonsländor. Inga underarter finns listade i Catalogue of Life.